# ニコラス・コルヴェット
ニコラス・コルヴェット（Nicolás Ignacio Crovetto Aqueveque, 1986年3月15日- ）は、チリ出身のサッカー選手。ポジションはミッドフィルダー。2008年のトゥーロン国際大会にてU-23サッカーチリ代表に選出されている。

## 経歴
アウダックス・イタリアーノでのプレーを経て、アレクシス・サンチェス、マウリシオ・イスラら同胞の逸材が在籍するウディネーゼ・カルチョに移籍。2009年1月にスペインのアルバセテBPへレンタルされた。2009-10シーズンはUSトリエスティーナ、次いでASターラント・カルチョに所属。

## 所属クラブ
- コキンボ・ウニド 2004-2007
- アウダックス・イタリアーノ 2007-2008
- ウディネーゼ・カルチョ 2008-2010

→ アルバセテ・バロンピエ（レンタル移籍）2009.1-2009.6
→ USトリエスティーナ・カルチョ（レンタル移籍）2009.7-2009.12
→ ASターラント・カルチョ（レンタル移籍）2010
- AELリマソール 2011
- コキンボ・ウニド 2011
- CDウアチパト 2012-2013
- CSDコロコロ 2013
- CDウアチパト 2014-2015
- FCズュートティロール 2015-2016
- コキンボ・ウニド 2016-2017
- アウダックス・イタリアーノ 2017-2021
- デポルテス・マガジャネス 2022-2023